# Moresnet neutre
 (19 octobre 2016).
Améliorez-le ou discutez des points à vérifier. 
26 juin 1816 – 28 juin 1919
(103 ans et 2 jours)
Entités précédentes :
- Empire français

Entités suivantes :
- Belgique

Le territoire contesté de Moresnet,, dit Moresnet neutre,,,, est un ancien territoire communal neutre européen créé par l'article 17 du traité des limites signé à Aix-la-Chapelle le 26 juin 1816. De forme sensiblement triangulaire et d'une superficie de 3,44 kilomètres carrés, il était situé à environ 7 km au sud-ouest d'Aix-la-Chapelle, au sud du point où les frontières de l'Allemagne, des Pays-Bas, et depuis 1830 de la Belgique, se rencontrent au sommet du Vaalserberg,. L'Empire allemand l'annexa le 27 juin 1915. Le traité de Versailles l'assigna à la Belgique. Aujourd'hui, il fait partie de la communauté germanophone de Belgique.

## Territoire

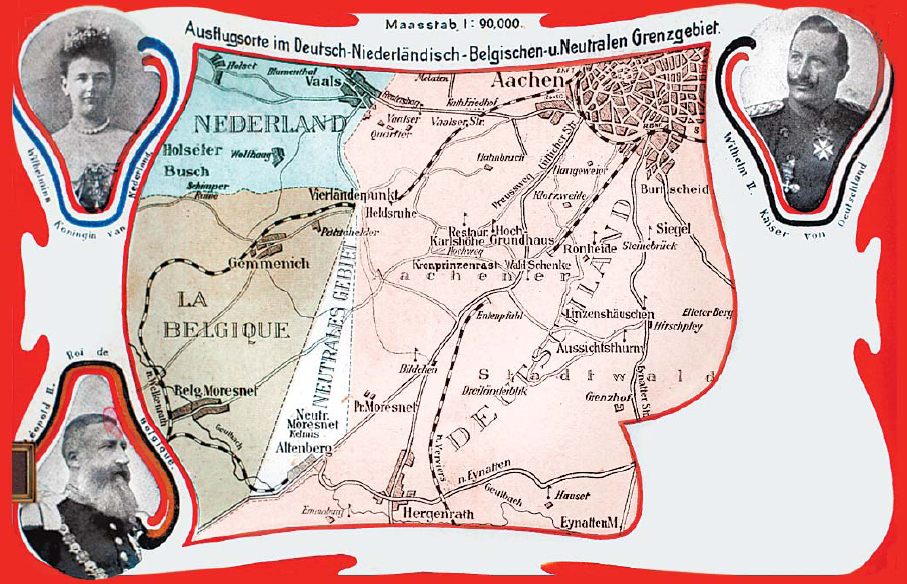
Carte du Moresnet neutre

Le territoire du Moresnet neutre avait la forme d'un triangle dont le sommet, au nord, était le point culminant du Vaalserberg, « point de contact » des trois anciens départements français de l'Ourthe, de Meuse-Inférieure et de la Roer (aujourd'hui tripoint des frontières entre l'Allemagne, la Belgique et les Pays-Bas).
La base du triangle, au sud, était la chaussée de Liège à Aix-la-Chapelle (aujourd'hui Lütticher Straße, portion de la route nationale 3). Sa limite occidentale était un segment de la droite tracée entre le « point de contact » précité et celui des trois anciens cantons d'Aubel, d'Eupen et de Limbourg. Ce segment sert aujourd'hui de limite tant entre les communes de Plombières et de La Calamine qu'entre la Communauté française et la Communauté germanophone de Belgique. Sa limite orientale était un segment de la droite reliant le « point de contact » et le point d'intersection de la chaussée de Liège à Aix-la-Chapelle avec la limite de l'ancien canton d'Eupen.

## Histoire

### Avant la contestation prusso-hollandaise
Aux XVIIIe et XIXe siècles, la mine de zinc de Moresnet neutre était considérée comme la plus riche d’Europe. Plus de deux millions de tonnes de minerai de zinc en avaient été extraits en cinq siècles[réf. nécessaire].

### Naissance du territoire contesté
En 1816, le Royaume de Prusse et le royaume des Pays-Bas ne trouvèrent pas d'accord sur l'exercice de la souveraineté sur la municipalité de Moresnet, notamment à cause de la mine de smithsonite très importante d'Altenberg (Vieille Montagne). La municipalité fut scindée en trois parties : Moresnet, intégré aux Pays-Bas, Neu-Moresnet, devenu prussien, et la partie intermédiaire et contestée, qui devint neutre et fut contrôlée conjointement par les deux États. Les souverains déléguèrent chacun un commissaire royal pour administrer Moresnet neutre. Ces commissaires agissaient avec les mêmes pouvoirs que les préfets du premier Empire.

### La Belgique succède aux Pays-Bas
La révolution belge de 1830 eut des répercussions sur Moresnet neutre. La Belgique succéda en effet aux Pays-Bas dans leurs droits sur le territoire contesté. Le commissaire hollandais Joseph Brandès quitta son poste aussitôt l'indépendance belge acquise ; il ne fut remplacé par un commissaire du gouvernement belge que cinq ans plus tard.
Parallèlement, les exploitants de la mine s'organisèrent sous forme sociétale : la Société des Mines et Fonderies de Zinc de la Vieille-Montagne naquit en 1837. Sa politique sociale paternaliste permit à la population de Moresnet neutre de croître vertigineusement. Habité par 256 personnes au départ, le territoire comptait en 1858 un total de 2 572 habitants dont 695 « Neutres » - les successeurs des premiers habitants -, 852 Belges, 807 Prussiens, 204 Néerlandais et 14 immigrants d’autres pays.

### Épuisement de la mine et Première Guerre mondiale

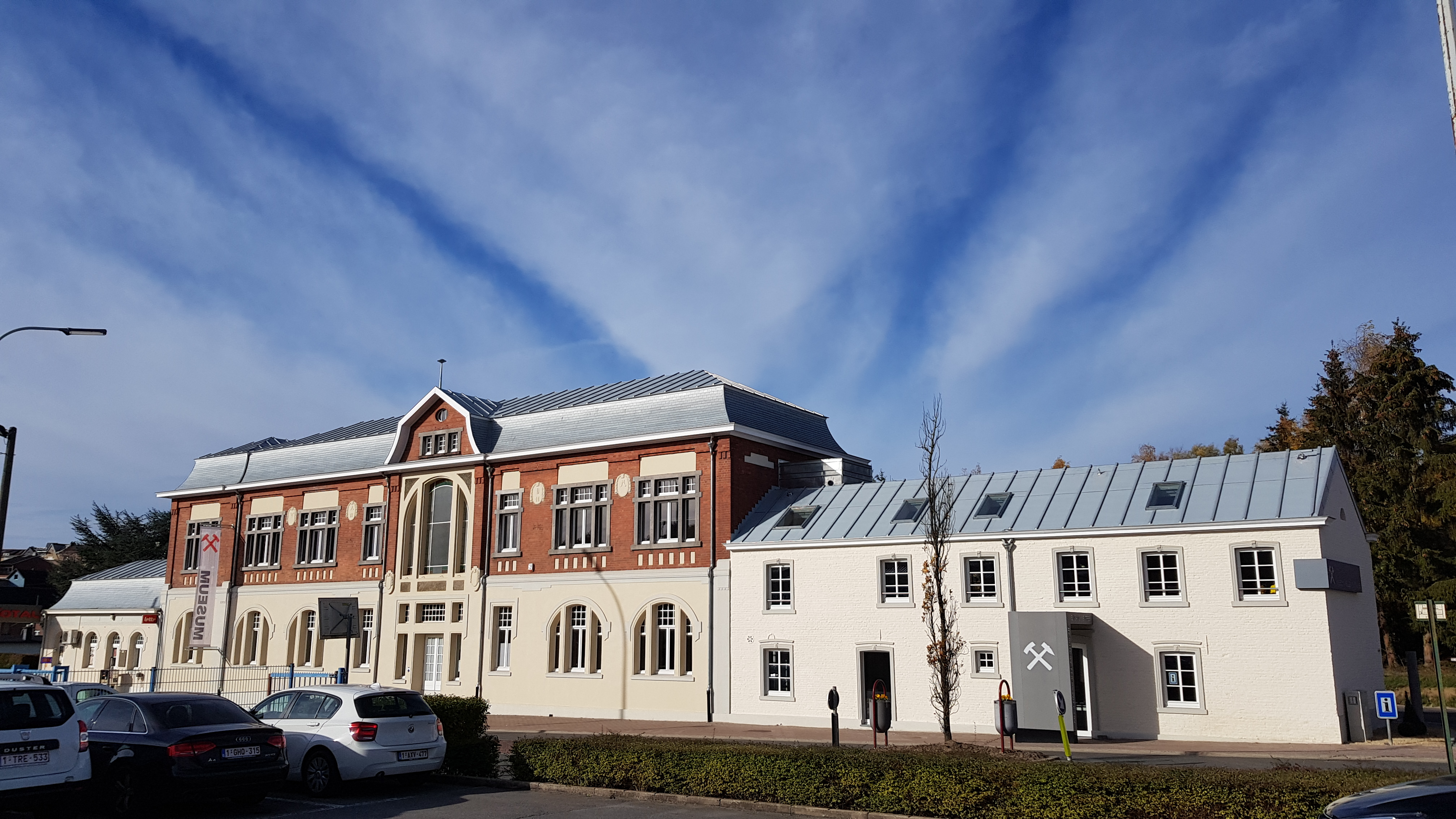
Ancien siège de la société Vieille Montagne à Moresnet de nos jours, aujourd'hui musée.

Lorsque la mine de la Vieille Montagne fut épuisée en 1885, l’existence même de Moresnet neutre fut remise en question. Plusieurs propositions furent avancées pour y amener de nouvelles activités économiques, telle la création d’un casino (qui fut fermé après seulement 17 jours par les polices belges et prussiennes) ou d’un service postal émettant ses propres timbres, mais les autorités belges et germaniques s'y opposèrent. Les faibles droits de douane ouvrirent aussi la voie à diverses contrebandes, notamment sur l'alcool. Un tunnel de contrebande entre Moresnet neutre et Neu-Moresnet existerait toujours.
Le docteur Wilhelm Molly (de), le médecin local, proposa même de faire de Moresnet une micronation sous forme du premier État utilisant officiellement l’espéranto, sous le nom d’Amikejo, « Lieu d’amitié ».
Cependant, ni la Belgique ni la Prusse (ou plus exactement l'Empire allemand en 1871) n’avaient abandonné leurs revendications sur le territoire et vers 1900, à la suite du refus de la Belgique d’ouvrir des négociations sur son statut, les Allemands s’orientèrent vers une politique plus agressive, incluant plusieurs actions de sabotage et d’obstruction administrative.
Le 8 août 1914, l'armée allemande pénétra dans Moresnet neutre avant d'envahir la Belgique. C'était au début de la Première Guerre mondiale. En 1915, l'Allemagne annexa Moresnet. La même année, deux citoyens ayant tiré sur les forces allemandes furent fusillés.

### Fin de l'existence du territoire contesté
À la fin de la guerre, le traité de Versailles établit en 1919 la souveraineté belge sur Moresnet neutre, ainsi que sur le village allemand voisin de « Neu-Moresnet ». Ces territoires furent de nouveau annexés par l’Allemagne pendant la Seconde Guerre mondiale, mais furent restitués à la Belgique en 1944. Après l'annexion à la Belgique en 1920, la commune prit le nom de La Calamine ou Kelmis ; elle fusionna en 1977 avec Neu-Moresnet et Hergenrath.
La tour Roi Baudouin construite à Moresnet à proximité immédiate (environ 50 mètres) du tripoint de Vaalserberg s’élève à 50 mètres ; elle offre de nos jours un panorama sur la colline qui marque les trois frontières entre la Belgique, l’Allemagne et les Pays-Bas. Cette colline constitue avec ses 322,20 mètres d'altitude le point culminant de ce dernier pays.

## Statut du territoire
Certains auteurs d'époque ont affirmé que Moresnet neutre était un condominium. Les auteurs contemporains contestent néanmoins cette interprétation, dans la mesure où le condominium implique la reconnaissance, par les États qui en font partie, des droits que possèdent les autres États concernés sur le territoire en question. Or, tant la Prusse que les Pays-Bas, puis la Belgique, revendiquaient la pleine propriété de Moresnet neutre. Il faut dès lors privilégier la qualification de territoire mixte, ou de territoire indivis,.

## Droit applicable
Durant son siècle d'existence, Moresnet neutre demeura soumis au droit napoléonien, et donc au Code civil de 1804 et au Code pénal de 1810. Le droit international public enseigne en effet que Moresnet neutre devait être considéré comme un territoire conquis, à la suite de la victoire des Alliés sur l’Empire de Napoléon. Dans une telle situation, les vaincus conservent leurs lois civiles et pénales tant que la législation n’a pas été abolie par le nouveau souverain. Moresnet neutre comptait deux nouveaux souverains en les personnes du roi de Prusse et du roi des Pays-Bas (puis de la Belgique). Ceux-ci n'adoptèrent des arrêtés communs qu’en matière de contributions et de commerce des viandes de boucherie. Cela signifie que le droit napoléonien resta d’application à Moresnet neutre.

## De nos jours

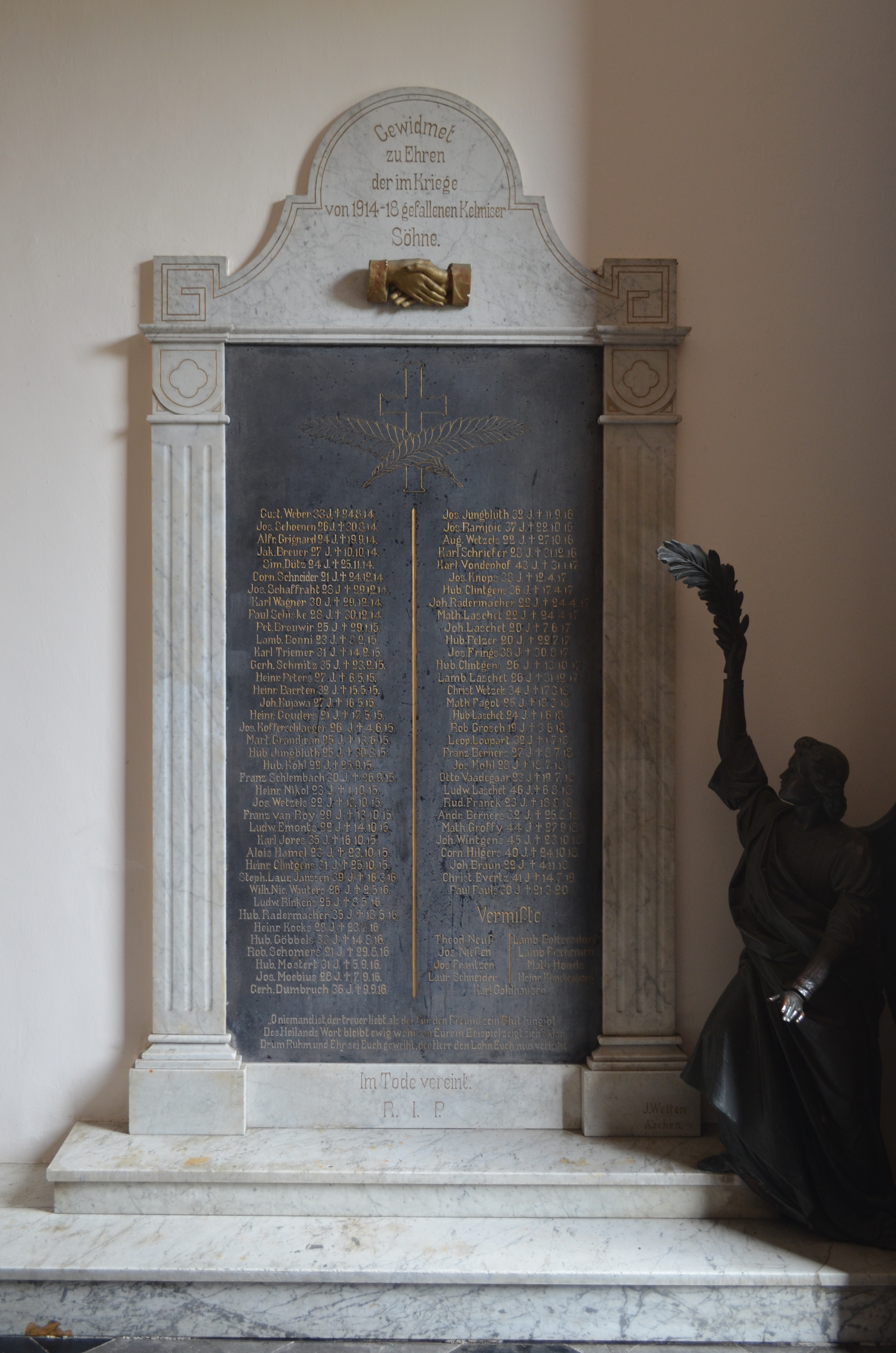
Plaque commémorative placée sur le côté droit dans le portail principal de l'église Notre-Dame-de-l'Assomption de La Calamine. Elle répertorie les fils belges et allemands du village, qui sont tombés sur les deux fronts pendant la Première Guerre mondiale, ce qui est probablement un cas unique de présentation.

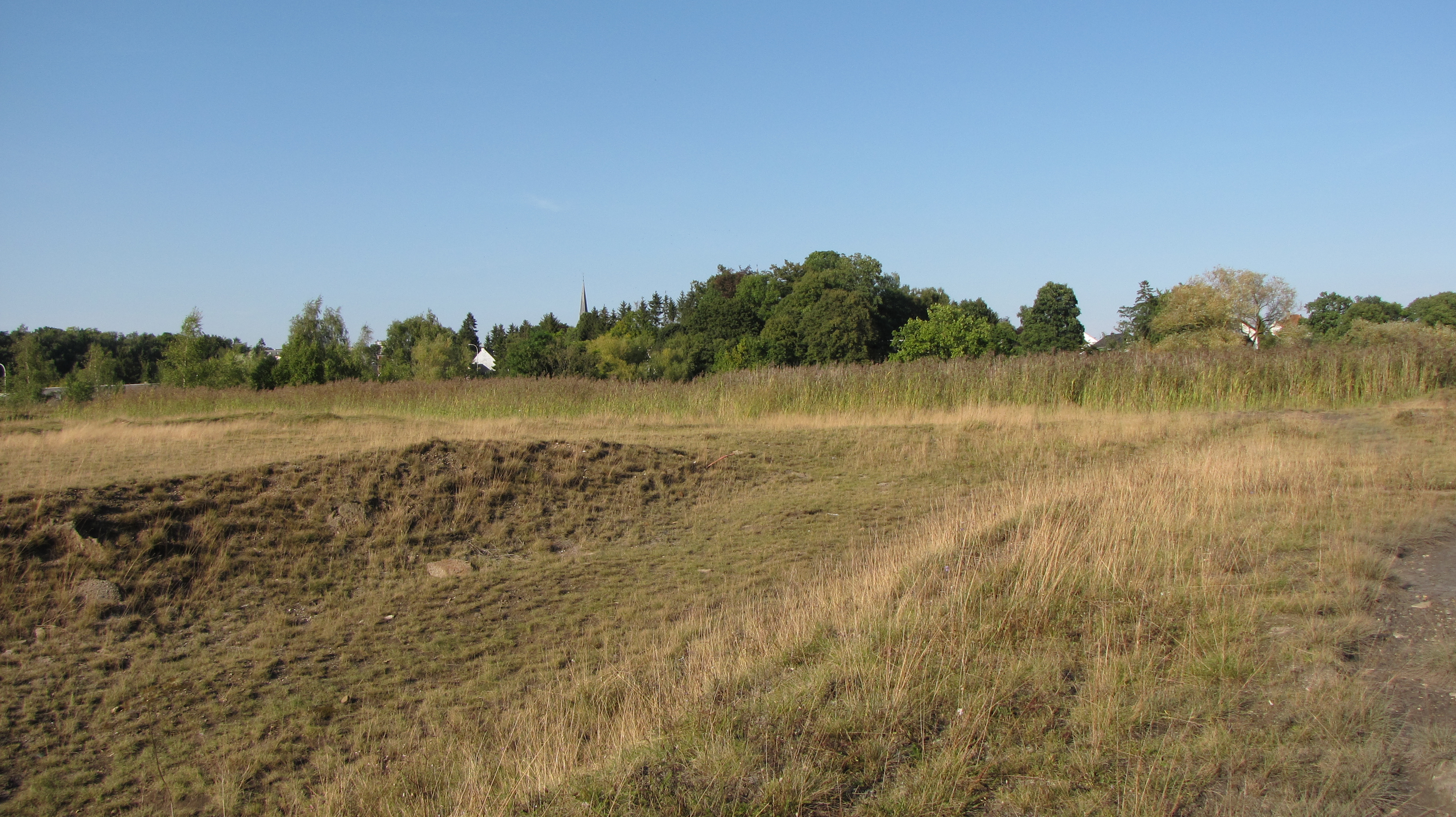
Lagune calaminaire du Casinoweiher

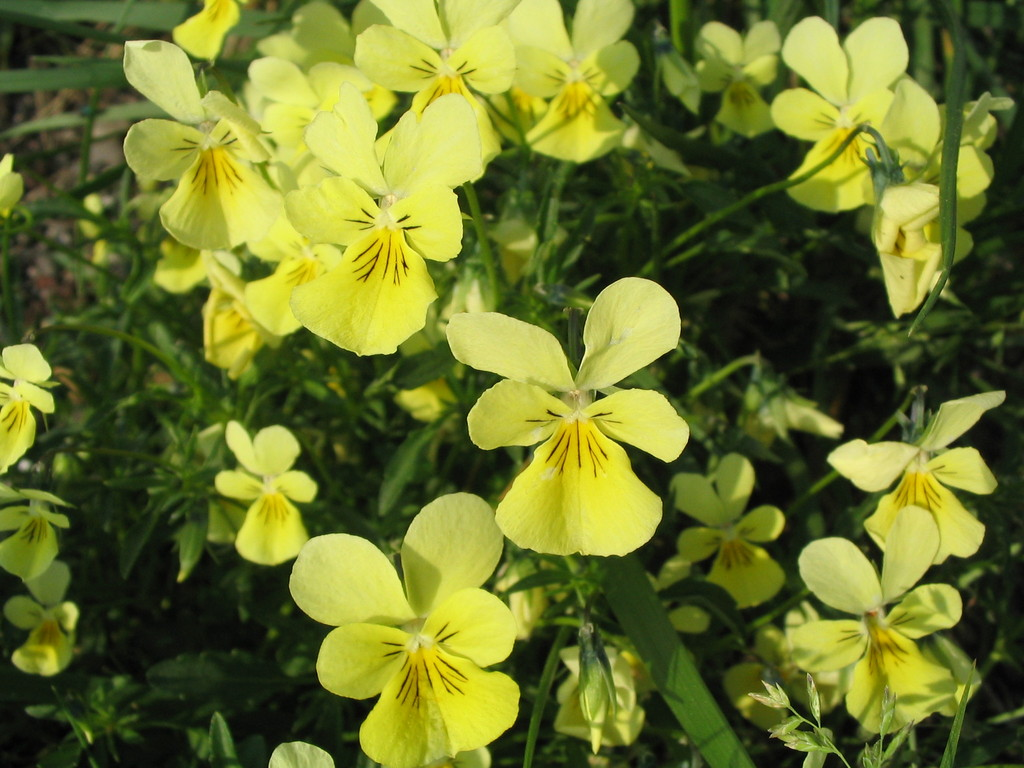
Pensée calaminaire

L'office du tourisme de La Calamine propose des circuits à la découverte de Moresnet-neutre et du passé minier. La mine à ciel ouvert a été entièrement comblée et est pour l'essentiel occupée par le village qui s'est considérablement étendu. La plupart des installations industrielles de la Vieille-Montagne ont été rasées. Le bâtiment de la Direction de l'Agence de Moresnet de la Vieille-Montagne (localisation :
50° 42′ 41″ N, 6° 00′ 31″ E
), témoin de la puissance de l'entreprise (1910), abrite depuis septembre 2018 le nouveau Musée Vieille Montagne (il remplace le Musée de la Vallée de la Gueule). La Villa du Directeur a, elle, été réaffectée en hôtel (Park Hotel).
Une réserve naturelle a été créée, sur le site Casinoweiher (« Halde du casino », au sud et en dehors du territoire autrefois formellement indépendant), qui laisse imaginer ce à quoi devait ressembler il y a un siècle le terrain désormais conquis par le village. On y retrouve différentes plantes protégées, dont la pensée calaminaire, mais aussi la fétuque de Westphalie, le gazon d'Olympe, et l'alsine calaminaire.
De nombreuses bornes frontières sont toujours en place, en particulier à flanc de Vaalserberg, dans la Preuswald (« Forêt de la frontière »). Au nord de l'ancienne frontière Moresnet-Prusse, le chemin forestier qui conduit au sommet du Vaalserberg s'appelle toujours Viergrenzenweg (« Chemin des Quatre Frontières »).
Après la mort le 26 octobre 2016 d'Alwine Hackens-Paffen, Catharina Meessen (née en 1914) est la dernière personne ayant habité l'ancien territoire neutre, jusqu'à sa mort le 7 février 2020 à l'âge de 105 ans.

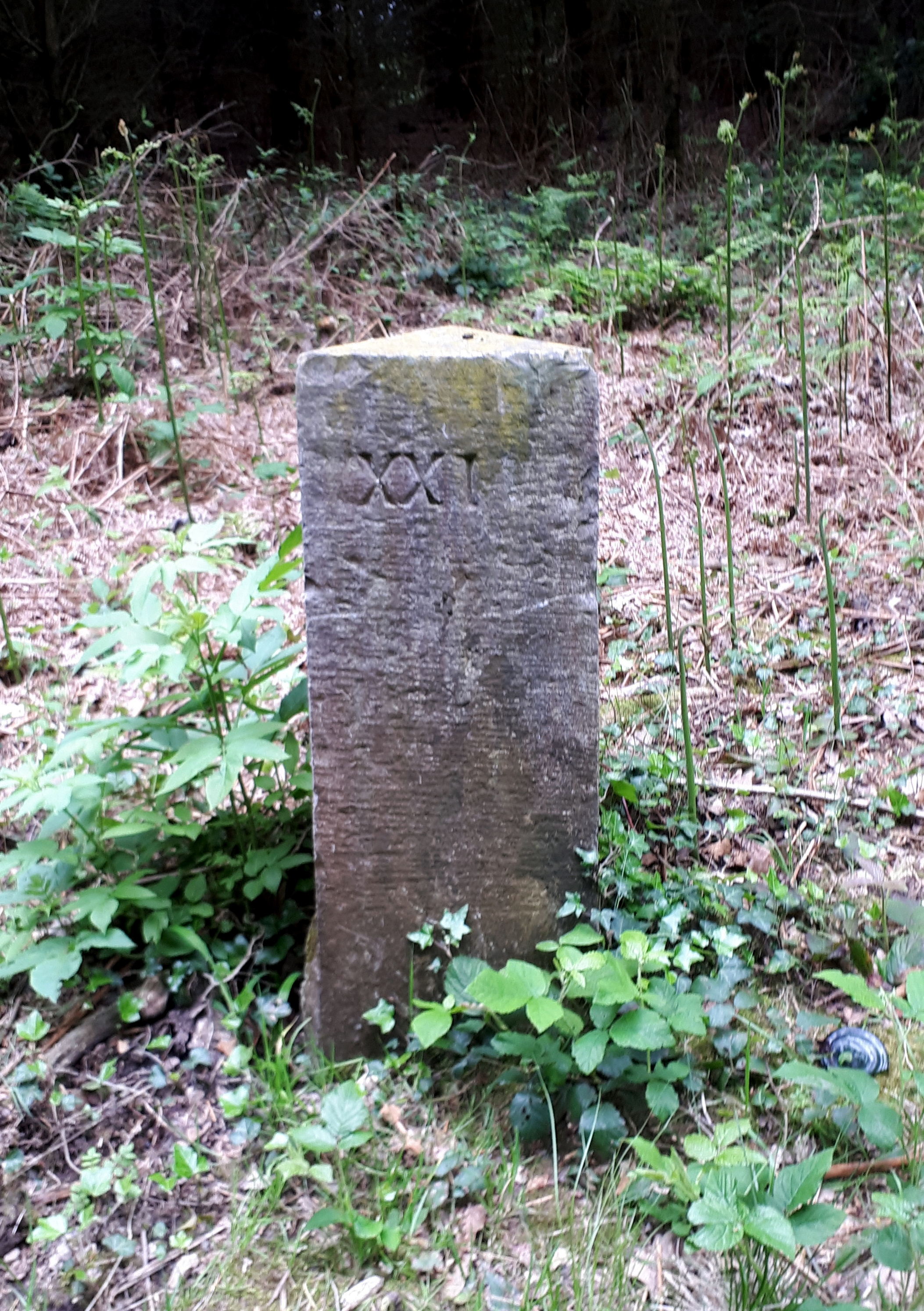
Borne frontière 21, sur la frontière occidentale
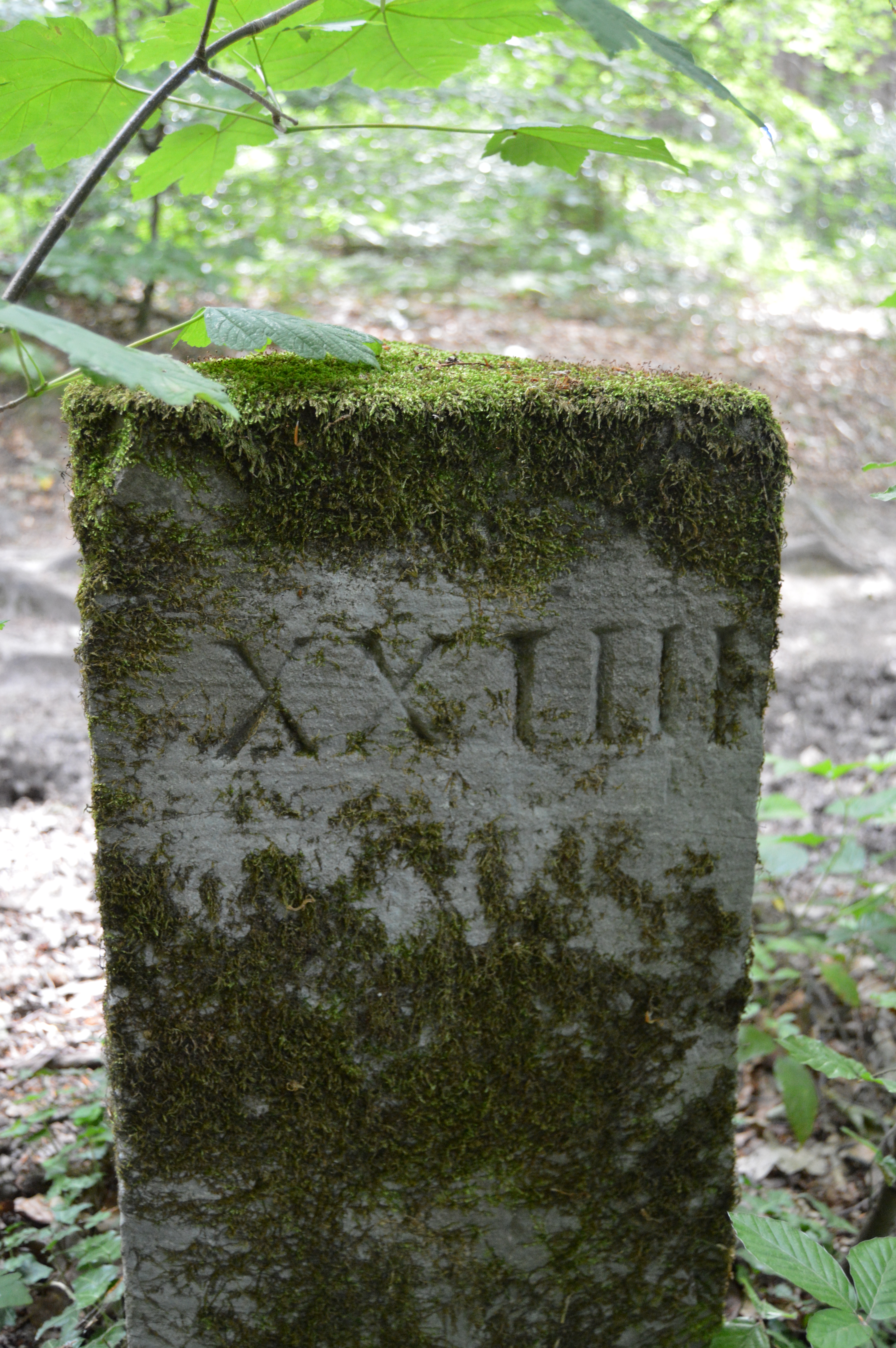
Borne frontière 24, sur la frontière occidentale
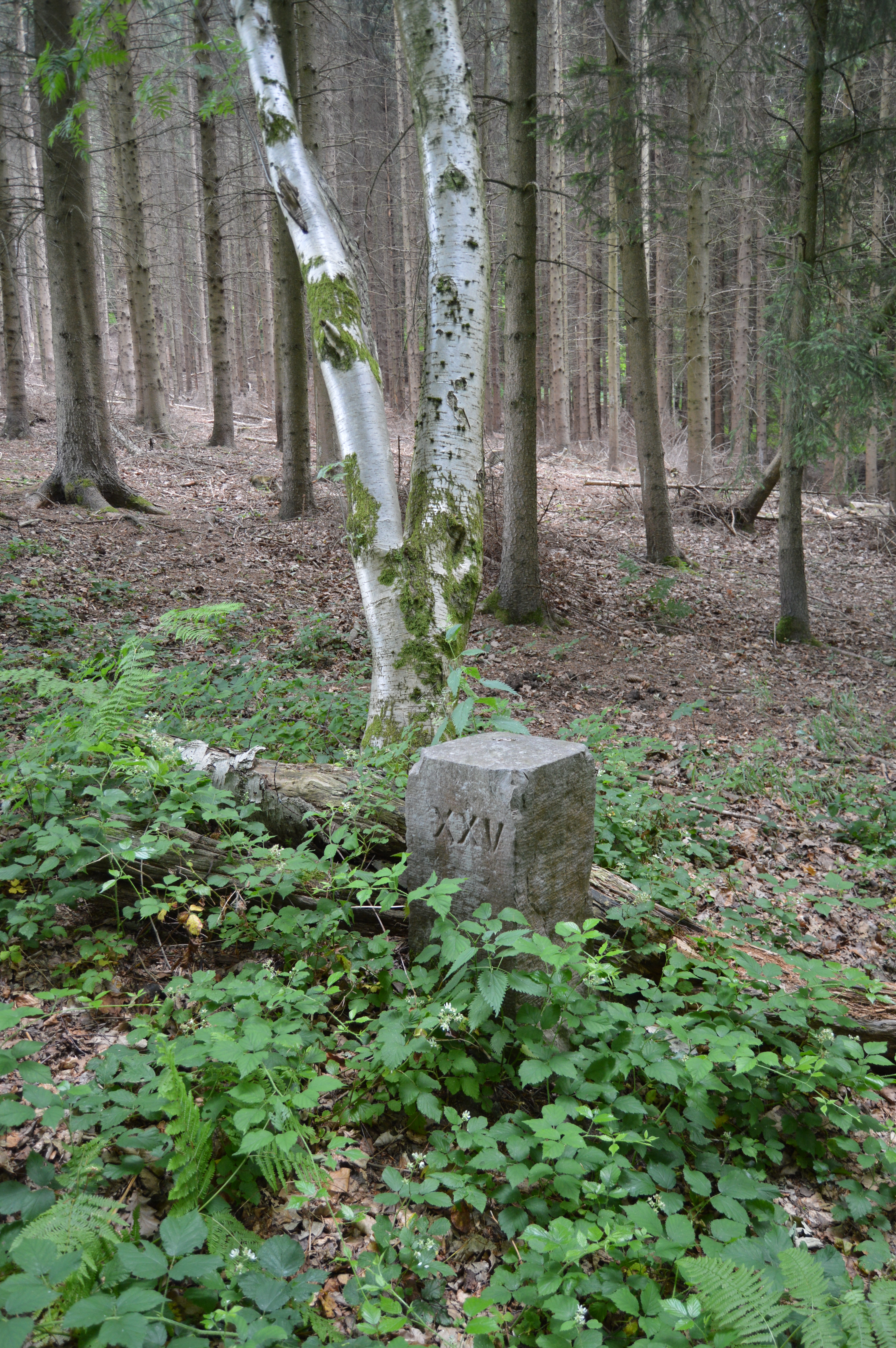
Borne frontière 25, sur la frontière occidentale
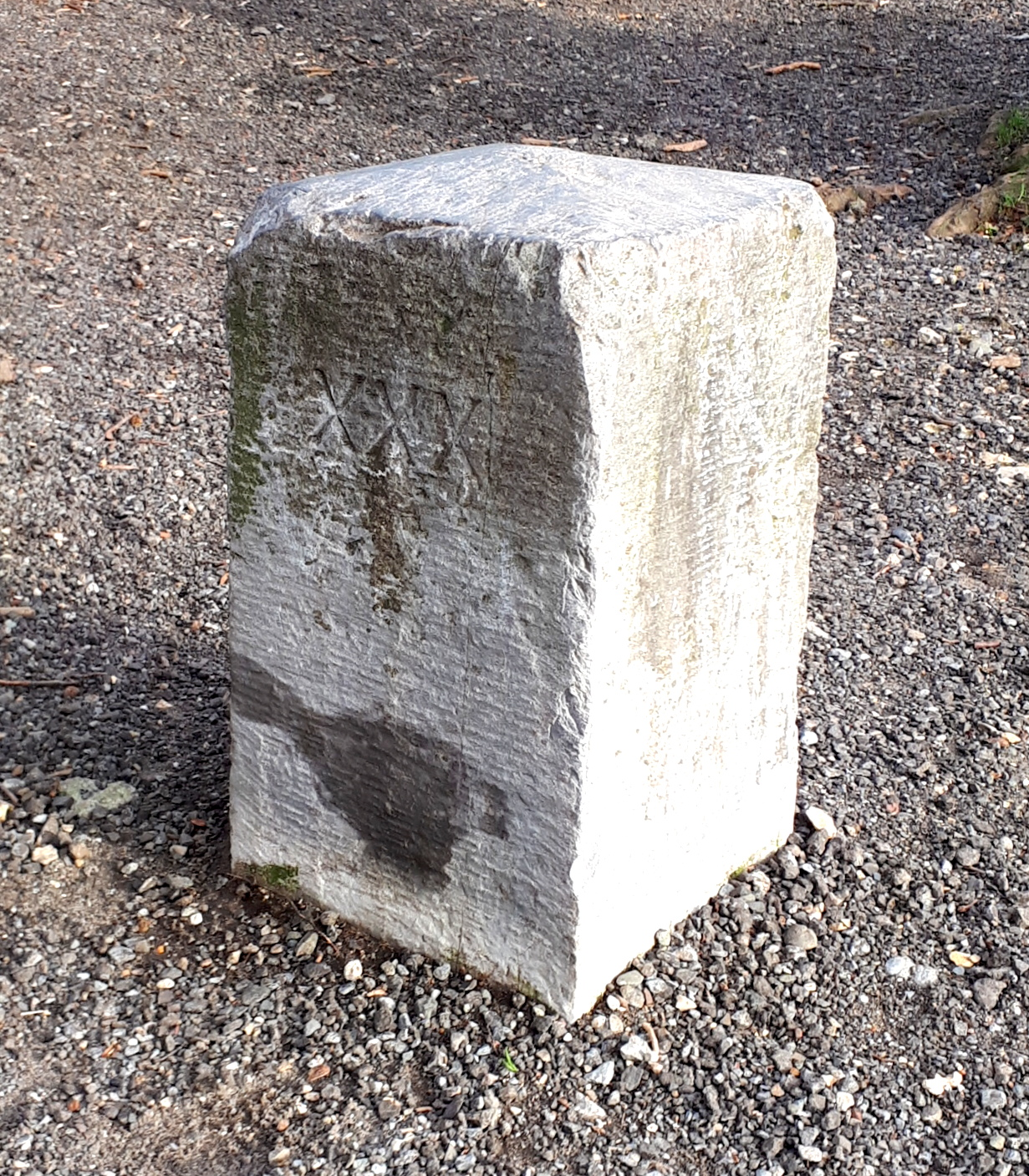
Borne frontière 30, sur la frontière occidentale
Borne frontière 32, sur la frontière orientale
Borne frontière 35, sur la frontière orientale
Borne frontière 37, sur la frontière orientale
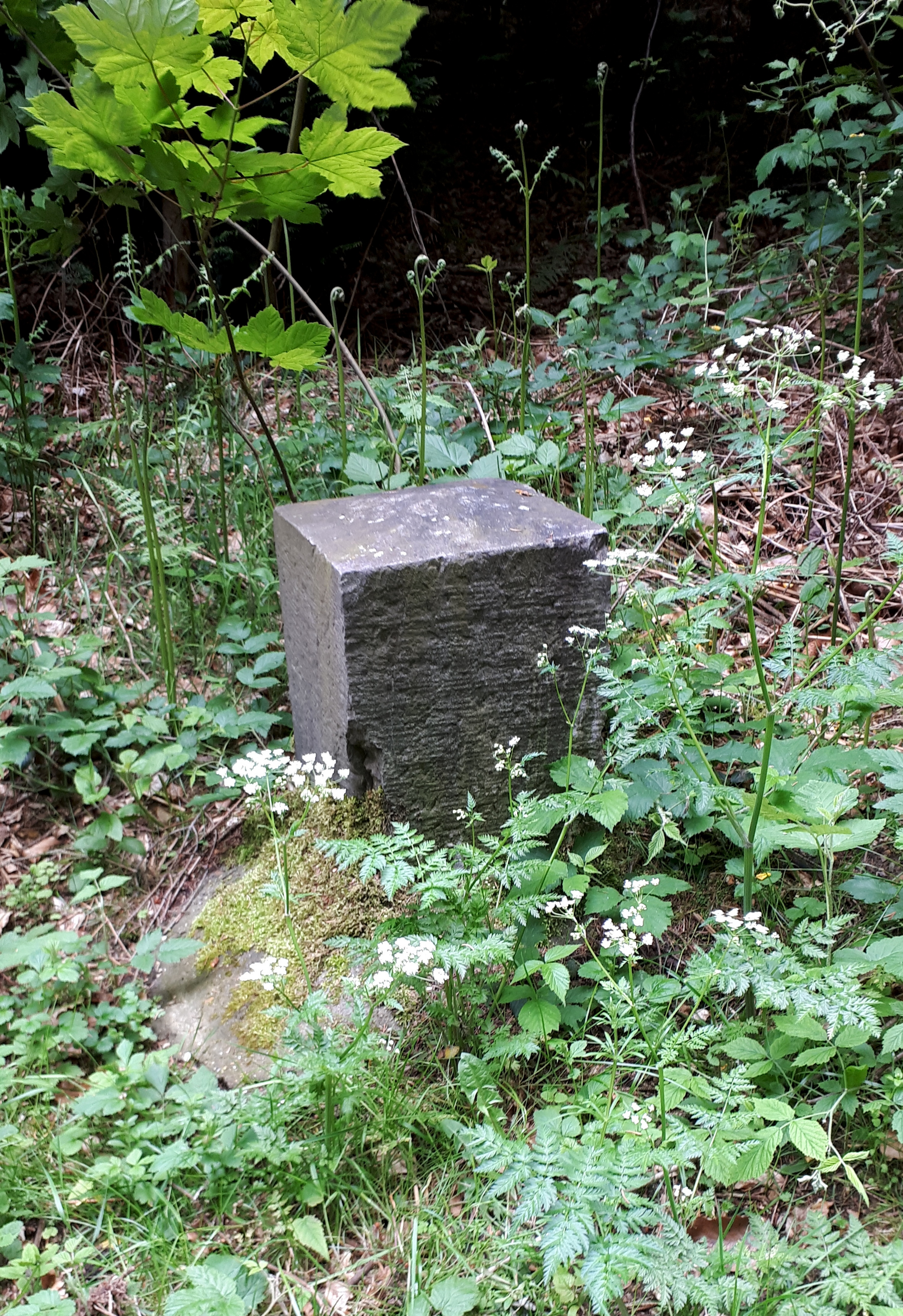
Borne frontière 38, sur la frontière orientale
Borne frontière 39, sur la frontière orientale
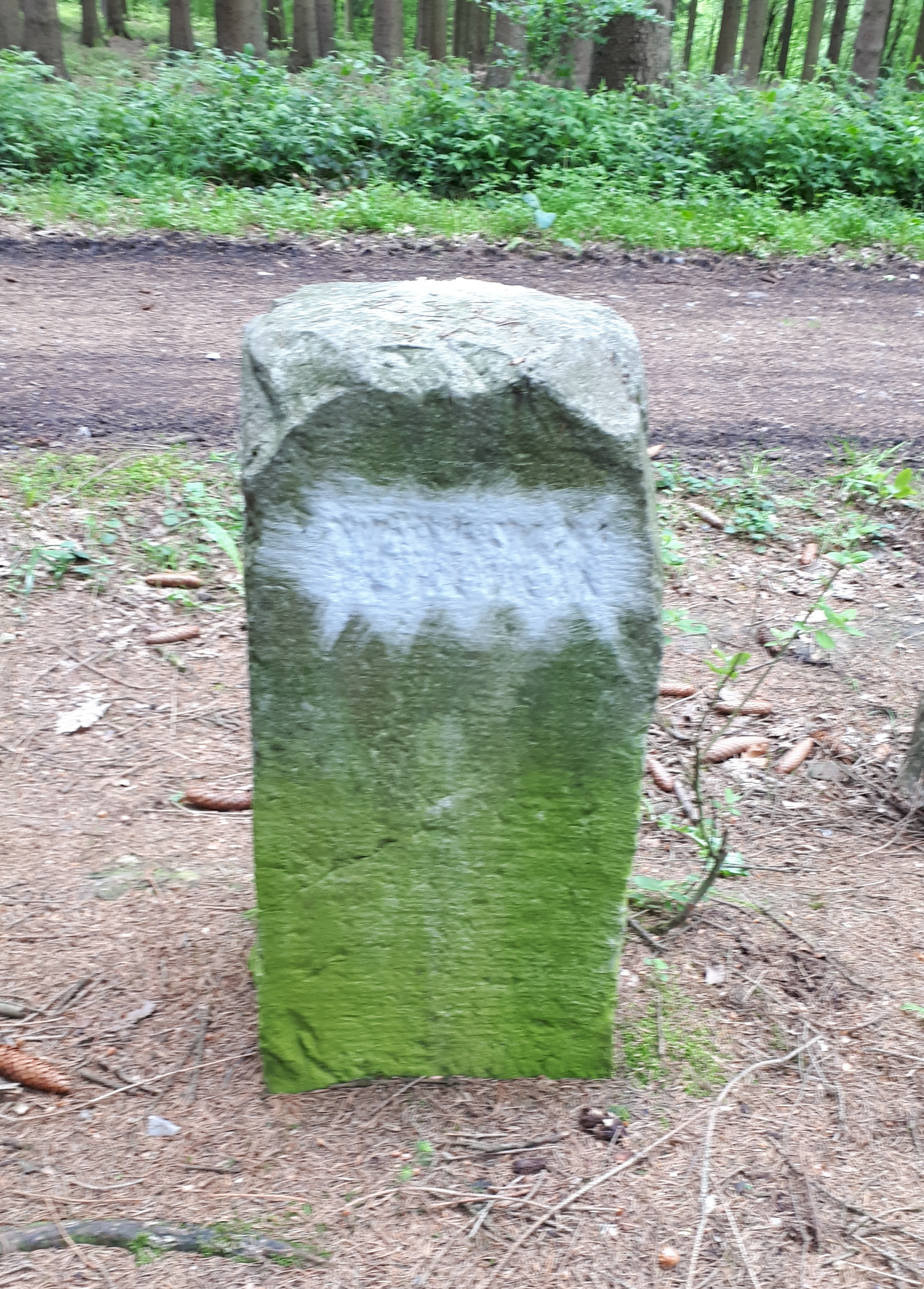
Borne frontière 40, sur la frontière orientale
Borne frontière 41, sur la frontière orientale
Borne frontière 42, sur la frontière orientale
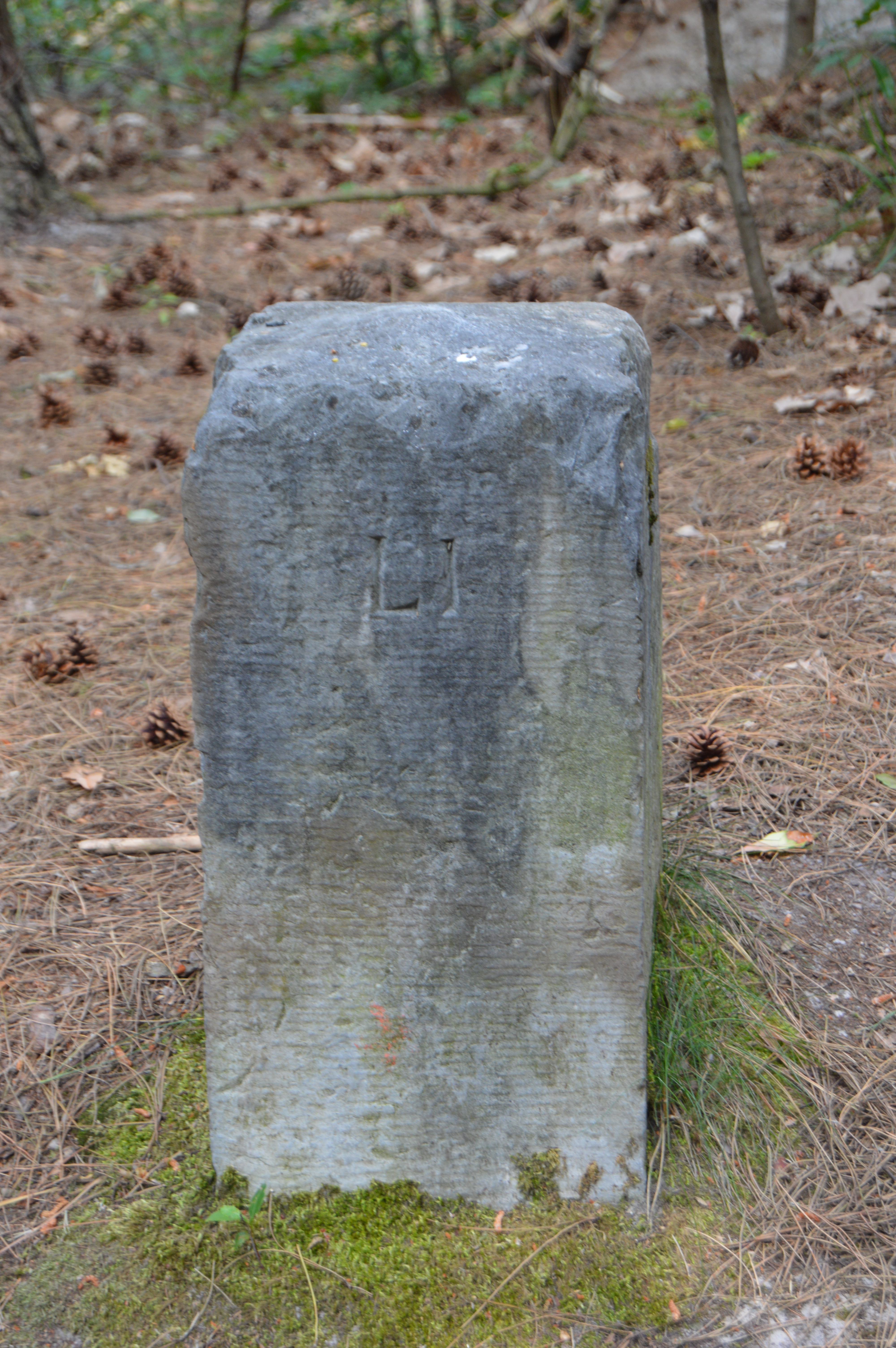
Borne frontière 51, sur la frontière orientale
Borne frontière 53, au musée

## Littérature
- David Van Reybrouck (trad. du néerlandais par Philippe Noble), Zinc [« Zink »], Arles, Actes Sud, 2016, 80 p. (ISBN 978-2-330-06920-9)